# オールドベリー原子力発電所
オールドベリー原子力発電所（英語: Oldbury nuclear power station）は、イギリス、サウス・グロスターシャーのオールドベリー・オン・セヴァーン近郊のセヴァーン川河口付近南岸に位置する原子力発電所。運営はマグノックス社が原子力廃止措置機関を代理して行っている。オールドベリーはセヴァーン川の河口とブリストル海峡の近郊にある4か所の1つであり、そのほかにもバークレー原子力発電所、ヒンクリー・ポイント原子力発電所A・Bなどが存在する。

## 歴史
1967年に開所し、2基のマグノックス炉で合計424 MWeの電力を生産しており、ブリストルの2倍の規模の都市域の通常の一日の利用に十分な電力である。1号機は1967年9月18日に臨界し、1967年11月9日に発電を開始した。2号機は1968年4月に発電を開始している。
建設は原子力グループ（The Nuclear Power Group）として知られるコンソーシアムに行われた。原子炉は原子力グループが供給し、タービンは電気工業連盟とパーソンズが提供した。主な民間建設請負企業はサー・ロバート・マカルピンであった。建設は1961年に始まった。
オールドベリーはプレストレスト・コンクリート圧力容器を利用したイギリスの最初の原子力発電所で、以前のマグノックス炉は小型原子炉により適した鋼鉄製の圧力容器を利用していた。
設計正味発電量は626 MWeであったが、原子炉内の高温の二酸化炭素冷却材による鋼材腐食問題から運用温度は運用開始後すぐに減少させられ、出力の大幅な減少の原因となった。最初の出力は424 MWeとされていたが、1973年に400 MWeに下げられた。
その後救済措置が取られ、設計温度の412 ℃と比較して1983年でガスの出口温度が365 ℃、出力が434 MWeに徐々に増加し、その後平常の運用出力として維持された。
発電所はもともと2008年の終わりに停止する予定であったが、しかしながら、さまざまな段階での認可で利用は継続され、2号炉は2年半、1号炉は4年間延長された。
2号炉は2011年6月30日に運用を終え、2012年2月29日に1号炉も続いて運用を終えた。

## 事故
2007年3月30日、安全点検後の再開から数日後、変圧器の高圧ブッシングの一つで火災が起きたため標準的な緊急措置の一環として発電所が停止した。火災によるけが人はなく、放射線の放出もなかった。情報からは絶縁体が過加熱されたことが原因となった可能性が示唆された。標準的なシャットダウンに起因して軽微な損傷が起こった。すべての緊急措置が行われ、午前11時30分に状況は安定化した。発電所は6月に数日間再開されたが、再び停止した。発電は最終的に2007年8月24日に再開され、
その時点で、安全チェック開始の2006年8月以後電力を生産していたのは8日だけだった。
2011年3月17日10時40分、2号炉は電気系統の問題で自動シャットダウンした。
マグノックスは少ない交代要員が使い果たされた際に職員が日常的な点検を行ってきたと述べた。この失敗はタービンの停止の原因となった。報道官は「タービンの故障によって、通常なら可能なボイラーで生産された蒸気をタービンに送る動作が不可能となり、このため建屋上方の逃がし弁を通して放出した」「生産される蒸気の量を減らすため、期待通りに、原子炉は自動的に作動を止め、安全に停止した」と話した。
2011年7月14日、1号炉は「燃料装填機械の問題」で自動シャットダウンした。蒸気が大規模に噴出し、近隣住民からは発電所から蒸気が立ち上る様子が見られた。事故の一週間後2号炉は43年の寿命を経て「運用寿命に達していたため」永久的に停止された。

## 近郊の沈泥干潟
オールドベリー原発はセヴァーン川河口付近にあり、付近の沈泥干潟は満潮時に鳥のねぐらとして使われている。1979年から2005年にかけて199種類の鳥が確認されている。滞在する鳥には2001年1月にGreen-winged Teal、2000年4月と5月にクビワキンクロ、1997年5月にセイタカシギ、1993年8月にシロチドリ、1990年8月にSemipalmated Sandpiper、1984年4月にオジロトウネン、1989年9月にアメリカウズラシギ、1983年8月にキリアイ、1994年10月にRing-billed Gull、1996年10月にRichard's Pipitなどが確認されている。

## 新原子炉計画
ホライズン・ニュークリア・パワーは、オールドベリーに対して2009年に3,300 MWeの新原子炉を導入する意向を発表した。
ホライズンはそれぞれアレヴァの1,650 MWeの欧州加圧水型炉2基か、WECの1,100 MWeのAP1000型炉3基を導入する予定である。セヴァーン川河口の水供給はこれらの大型原子炉の冷却に不十分であり、冷却塔の建設の必要がある。
2010年10月18日、英国政府はオールドベリーが将来の原子力発電所に適すると考えられる8か所の内1つだと公表した。
2012年、E.ONとRWEnpowerはこれらの新発電所建設計画を棚上げされたことを発表した。

## 文化の中のオールドベリー原発
オールドベリーはドクター・フーのシリーズの"The Hand of Fear"のロケ地として利用された。オールドベリーでの撮影は1976年に行われた。また、ロングランの音楽ショートップ・オブ・ザ・ポップスが一度原子炉建屋内で撮影されている。またBlake's 7で数回この原子炉が撮影されている。

## 註
1. 1 2  “United Kingdom of Great Britain and Northern Ireland: Nuclear Power Reactors”. PRIS database.   International Atomic Energy Agency (2010年5月22日). 2010年5月22日閲覧。
2. 1 2 3  Nuclear Power Plants in the UK
3. 1 2 3  http://www.mythornbury.co.uk/oldbury_power_station
4. ↑  The UK Magnox and AGR Power Station Projects
5. ↑  Walter C. Patterson (1985). Going Critical: An Unofficial History of British Nuclear Power. Paladin. ISBN 0-586-08516-5 2009年6月12日閲覧。
6. ↑  Nuclear Installations Inspectorate (September 2000). Report by HM Nuclear Installations Inspectorate on the results of Magnox Long Term Safety Reviews (LTSRs) and Periodic Safety Reviews (PSRs) (PDF) (Report). Health and Safety Executive. p. 27 (Table 3). 2010年3月21日閲覧。
7. ↑  “Oldbury powers on into 2009”. NDA. (2008年12月18日) 2011年7月21日閲覧。
8. ↑  Schaps, Karolin (2010年8月23日). “Magnox aims to run UK Oldbury reactor until mid-2012”. Reuters 2011年7月21日閲覧。
9. ↑  Schaps, Karolin (2011年2月9日). “Oldbury 2 nuclear unit can run until June - Magnox”. Reuters 2011年7月21日閲覧。
10. ↑  “Oldbury 1 nuclear reactor gets 2012 extension”. Reuters. (2011年6月22日) 2011年7月21日閲覧。
11. ↑  “Oldbury nuclear power station Reactor 1 shut down”. BBC. (2011年7月14日) 2011年7月14日閲覧。
12. ↑  “Oldbury Power Station to stop generating electricity”. BBC. (2011年10月21日) 2011年10月21日閲覧。
13. ↑  “Nuclear reactor set to re-start”. BBC News. (2007年5月18日) 2007年5月30日閲覧。
14. ↑  “Fire closes nuclear power station”. BBC News. (2007年5月30日) 2007年5月30日閲覧。
15. ↑  “Power is back on at nuclear plant”. BBC News. (2007年8月24日) 2007年8月24日閲覧。
16. ↑  Schaps, Karolin (2011年3月17日). “Oldbury 2 nuclear unit shuts after electrical problem”. Reuters 2011年7月1日閲覧。
17. ↑  “Nuclear bosses give assurances after steam is seen coming from reactor at Oldbury”. gazetteseries.co.uk. (2011年3月24日) 2011年7月1日閲覧。
18. ↑  “Oldbury nuclear power station reactor 1 shut down”. BBC.co.uk. (2011年7月14日) 2011年7月1日閲覧。
19. 1 2  Middleton, A. J., D. H. Payne and J. D. R. Vernon (2007) The Birds of Olbury Power Station Silt Lagoons Bristol Ornithology 28: 3-40
20. ↑  James Murray (2009年4月30日). “RWE/E.ON and EDF win nuclear auction”. BusinessGreen 2010年11月11日閲覧。
21. ↑  “FAQs: OLDBURY”.   Horizon Nuclear Power. 2010年11月11日閲覧。
22. ↑  “Nuclear power: Eight sites identified for future plants”. BBC News (BBC). (2010年10月18日) 2010年10月18日閲覧。
23. ↑  “RWE and E.On halt UK nuclear plans at Wylfa and Oldbury”. BBC. (2012年3月29日) 2012年3月29日閲覧。
24. ↑   “Titles With Location Matching Oldbury Nuclear Power Station”.  IMDb. 2012年9月30日閲覧。